# 勃蘭登堡門 (波茨坦)

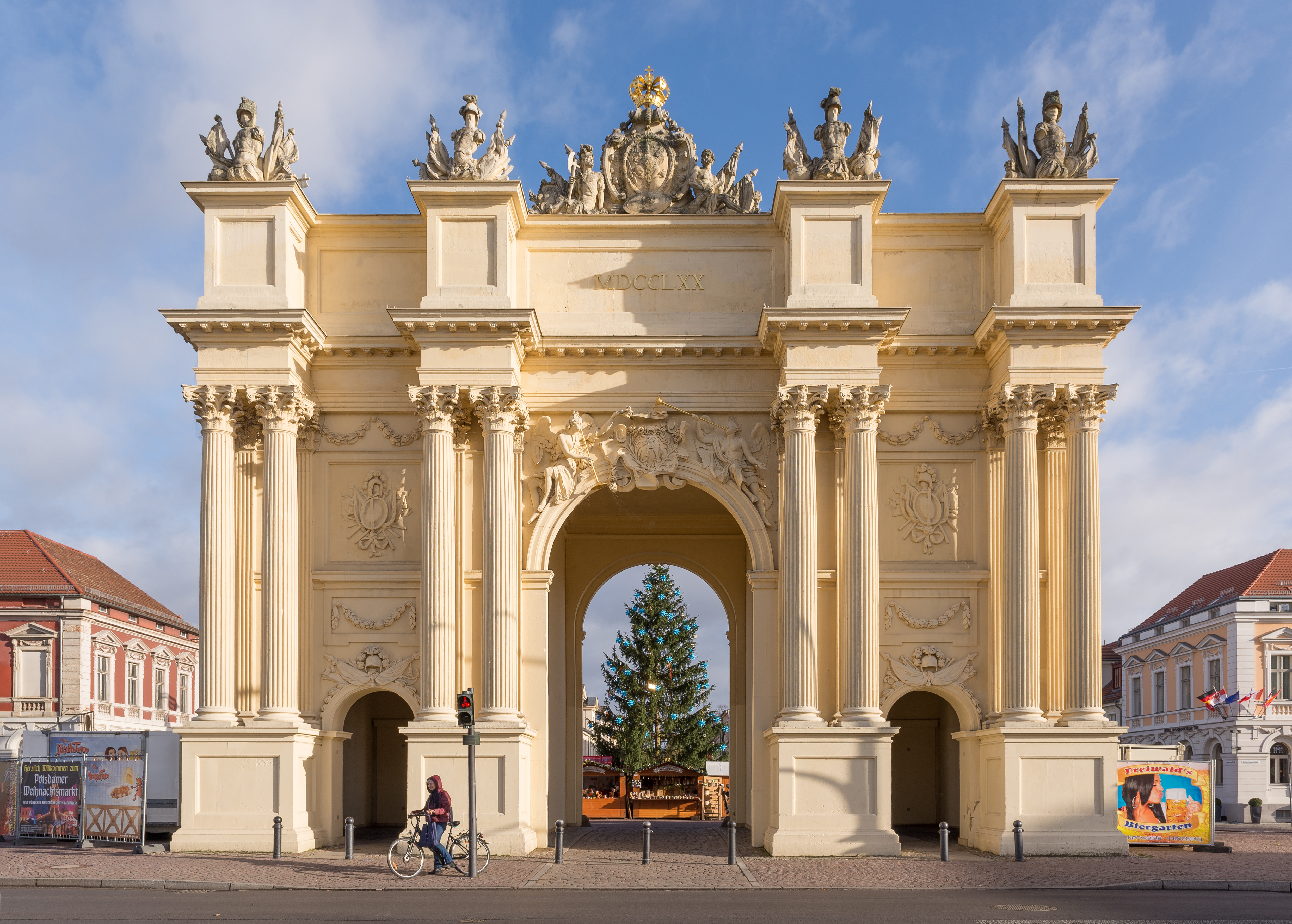
勃兰登堡门的城郊一面

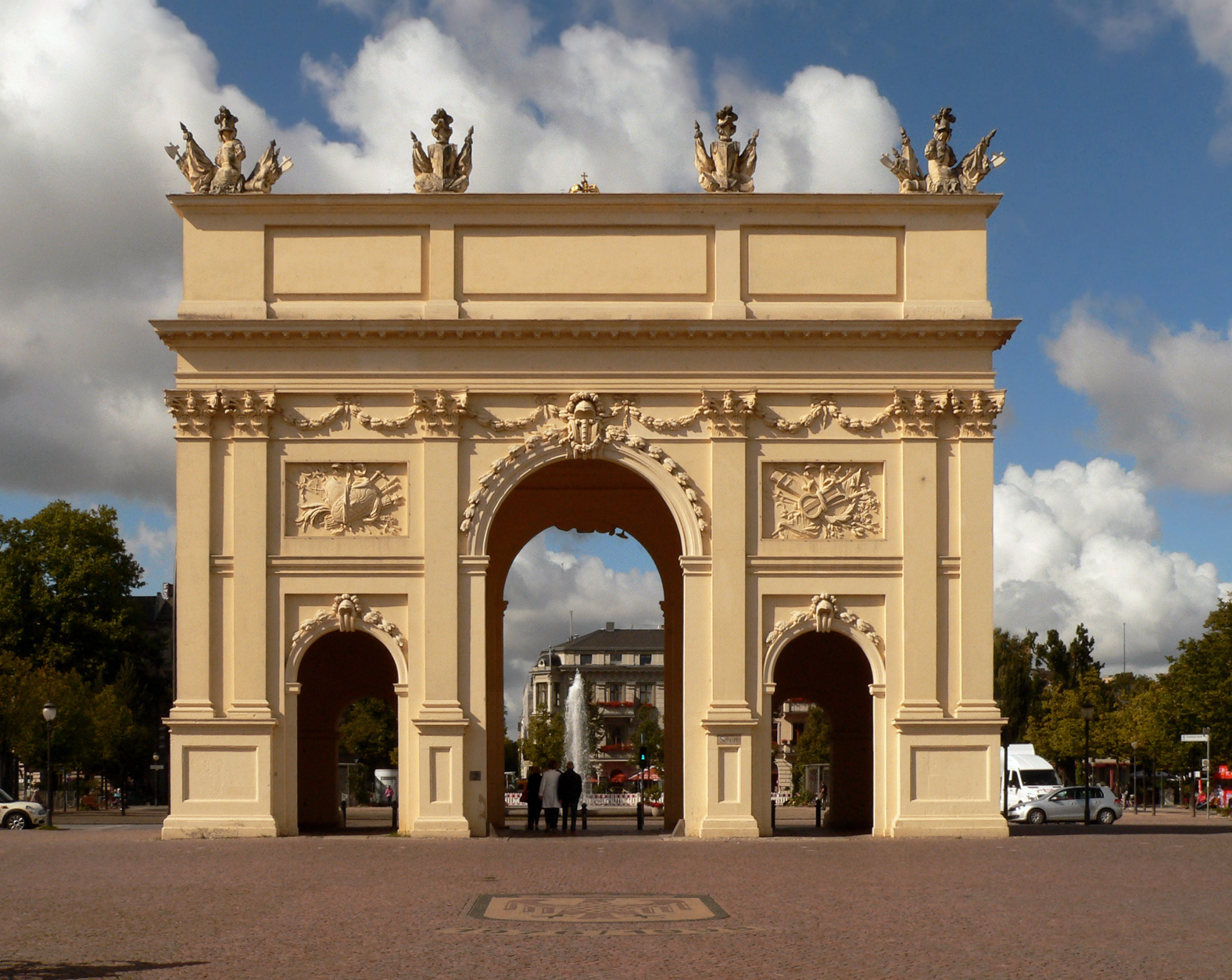
勃兰登堡门的市区一面

52°23′58″N 13°02′53″E / 52.399539°N 13.048003°E
勃兰登堡门（德語：Brandenburger Tor）是一座位于德国勃兰登堡州波茨坦路易斯广场的城门，1770年至1771年由普鲁士国王腓特烈大帝命令建筑师卡尔·冯·贡塔德与格奥尔格·克里斯蒂安·翁格建造，比柏林的勃兰登堡门开始修建的时间早了二十年。
在历史上，该城门是波茨坦前往哈弗尔河畔勃兰登堡的必经之路，由此得名勃兰登堡门。连接波茨坦城区与无忧宫宫殿和花园的路也从此经过。城门位于勃兰登堡街的最西端，是波茨坦现存的三座城门之一。

## 历史
早在1733年，勃兰登堡门的所在位置就有一座形制更简单，类似城门的大门。此门与其他大门由关税和交通税城墙相连，用来防止走私和逃兵。七年战争结束时，腓特烈大帝下令拆除旧城门，在原址建造新城门以纪念战争胜利，同时也宣示普鲁士崛起成为欧洲强国，因此新建的勃兰登堡门外形效仿了罗马的君士坦丁凯旋门，城门的科林斯双柱和柱顶楣构外挑都体现了罗马式建筑风格。
城门最初只有中间的一个门洞。1843年，为缓解日趋拥堵的出入交通，腓特烈·威廉四世下令在城门两侧各开辟一个小门洞供行人穿行。1900年，环绕波茨坦的城墙被拆除，勃兰登堡门成为独立建筑。

## 建筑外观
勃兰登堡门两侧立面外观完全不同。面向城区一面（即东面）由建筑师卡尔·冯·贡塔德设计，采用灰泥外立面、科林斯壁柱和战利品浮雕装饰；面向城郊一面（即西面）由其学生，建筑师格奥尔格·克里斯蒂安·翁格设计，仿照君士坦丁凯旋门采用科林斯双柱和金色小号等装饰。